# Ботев (филм)
„Ботев“ е български игрален филм за българския поет и революционер Христо Ботев. Премиерата е на 3 март 2022 година. Режисьор е Максим Генчев, сценарият е написан от Десислава Ковачева и Максим Генчев по мотиви от романа „Опит за биография на Христо Ботев“ от Захари Стоянов. Във филма участват Деян Жеков (Ботев), Неда Спасова (Венета), Ники Илиев (Джамбол), Матей Генчев (Обретенов), Боян Фърцов (Апостолов), Рая Гънчева (Вела). За създаването на филма е проведена национална дарителска кампания, в резултат на която българи се включват и осигуряват бюджета му. На финала като копродуцент се включва и Българската национална телевизия.

## Актьорски състав
- Деян Жеков – Христо Ботев
- Неда Спасова – Венета
- Матея Стоянова – Бебе Иванка
- Ники Илиев – Джамбол
- Матей Генчев – Никола Обретенов
- Симеон Гълъбов – Георги Обретенов
- Боян Фърцов – Апостолов
- Цветомир Ангелов – Бакалбашлийски
- Атанас Петков – Станю
- Георги Кадурин – Панарет Рашев
- Владимир Солаков – Любен Каравелов
- Рая Гънчева – Вела
- Горан Гънчев – Харун
- Петър Славчев – Павел
- Ники Априлов – Скачоков
- Максим Генчев – Симов
- Румен Стоянов – Перо
- Мария Павлова – Петрана
- Веселин Плачков – Георги Бенковски
- Богдан Бухалов – Стефан Стамболов
- Иван Николов – Капитан Енглендер
- Карла Ковачева – Маджарката
- Виктор Тодоров – Заимов
- Петьо Цеков – Префекта
- Явор Гънчев – Ковача
- Радост Гънчева – Рада
- Красимир Стойчев – Махмуд Садки
- Мариян Ангелов – Мюмюн
- Десислава Ковачева – Мадам Де Лоунли
- Филип Филипов – Дойми
- Симеон Петров – Симко
- Константин Илиев – Петър Левски
- Руско Петров – Селянин
- Драгомир Ошавков – Давид Теодоров
- Петър Чаушев – Куруто
- Стоян Кутийски – Пандурина
- Михаил Лазаров – Димитрето
- Динко Динков – Поп Катрафилов
- Александър Иванов – Войновски
- Николай Иванов – Димитър Казака
- Иван Иванов – Дядо Йоца
- Сергей Станчев – Горов
- Момчил Христов – Петър
- Павел Чаушев – Телеграфиста
- Георги Белитов – Пристава